# 蔡东青
蔡东青（1969年4月28日—），籍贯所在为广东省汕头澄海区（原澄海县）
，中国企业家，现任奥飞娱乐股份有限公司董事局主席（董事长）兼总经理，广东奥迪玩具实业有限公司创始人（后该公司更名为：奥飞娱乐股份有限公司）。在2016年胡润百富榜，蔡东青家族以225亿财富排名第89位， 同年胡润IT富豪榜，蔡东青家族以195亿元排名第17位。 2019年10月10日，蔡东青家族以90亿元位列《2019年胡润百富榜》第444位。

## 个人生平
1986年，蔡东青从中学毕业，筹资3000元开办家庭小手工作坊，主要生产初级塑料玩具。1992年，蔡东青创办了“奥迪塑胶玩具厂”，翌年，广东奥迪玩具实业有限公司正式成立。2009年9月10日，蔡东青的广东奥迪玩具实业有限公司改组为广东奥飞动漫文化股份有限公司，并成功上市。2016年4月1日，其名下公司广东奥飞动漫文化股份有限公司更名为“奥飞娱乐股份有限公司”。